# Constantin P. Popescu
Constantin P. Popescu (n. secolul al XX-lea – d. secolul al XX-lea) a fost un pilot român de aviație, as al Aviației Române din cel de-al Doilea Război Mondial.
Adjutantul stagiar av. Constantin P. Popescu a fost decorat cu Ordinul Virtutea Aeronautică de război cu spade, clasa Crucea de Aur cu 1 baretă (4 noiembrie 1941) pentru că „a atacat A. c. A. inamic la Mălăcești. A luat parte la atacul aerodromului dela N. W. Odesa, când Escadr. 62 de Vânătoare a distrus la sol 6 avioane inamice. A atacat satul Mekarovo, în urma căreia avionul a fost avariat, reușind totuși a aterisa pe teritoriul amic în bune condițiuni”, clasa Crucea de Aur cu 2 barete și clasa Cavaler (20 februarie 1942) „pentru vitejia și eroismul dovedit în lupta aeriană dela Dalnik, când a obținut a cincia victorie aeriană. Pentru curajul arătat în cele 76 misiuni de răsboiu”.

## Decorații
- Ordinul „Virtutea Aeronautică” de Război cu spade, clasa Crucea de Aur cu 1 baretă (4 noiembrie 1941)[1]
- Ordinul „Virtutea Aeronautică” de Război cu spade, clasa Crucea de Aur cu 2 barete (20 februarie 1942)[2]
- Ordinul „Virtutea Aeronautică” de Război cu spade, clasa Cavaler (20 februarie 1942)[2]